# Wang Ching-Shan
Wang Ching-Shan es un deportista taiwanés que compitió en taekwondo. Ganó una medalla de plata en el Campeonato Asiático de Taekwondo de 1982, en la categoría de –48 kg.

## Palmarés internacional
| Representando a China Taipéi |                     |                  |           |
| Campeonato Asiático          |                     |                  |           |
| Año                          | Lugar               | Medalla          | Categoría |
| 1982                         | Singapur (Singapur) | Medalla de plata | –48 kg    |